# Guillermo Loría Garita
Monseñor Guillermo Loría Garita, nació en Tierra Blanca, 19 de noviembre de 1937.
Actualmente es Obispo Emérito de la Diócesis de San Isidro de El General, manteniendo su residencia en la localidad de El Carmen de Cajón de Pérez Zeledón.

## Actividad pastoral
Realizó sus estudios Eclesiásticos en el Seminario Central de San José, Costa Rica y recibió el sacramento del Orden Sacerdotal el 21 de diciembre de 1963. De 1964 a 1967 continuó estudios superiores en el Instituto de Sociología Pastoral adscrito a la Universidad Gregoriana en Roma.
Cura Párroco de la Parroquia de escazú de agosto de 1974 a junio de 1975.

Recibió la consagración episcopal el 1 de octubre de 2003, como tercer Obispo de la Diócesis de San Isidro de El General. Su episcopado se caracterizó por esfuerzos para organizar la Curia Diocesana, el ordenamiento pastoral, la administración de los bienes y la realización de visitas pastorales.
Impulsó arduamente la formación de laicado y la promoción de las vocaciones, especialmente al sacerdocio.  Mostró una gran preocupación por la  creación y consolidación de los Consejos Parroquiales de Pastoral, promulgando un decreto para tal efecto. 
Prestó su servicio como Obispo delegado de la CECOR desde el mes de febrero del 2003 hasta el 2016.
Cumpliendo con su misión pastoral el 24 de diciembre de 2013, luego de presentar la carta de renuncia como lo estipula el Derecho Canónico, una vez aceptada por la Sede Apostólica, pasa a ser administrador apostólico de la diócesis hasta el 1 de marzo de 2014 fecha en la cual consagra como obispo al Pbro. Fray Gabriel Enrique Montero Umaña que pasará a ser el Cuarto Obispo de la Diócesis de San Isidro de El General.